# Gustavo Le Paige
Gustavo Le Paige de Walque (Tilleur, Bélgica, 24 de noviembre de 1903-Santiago, 19 de mayo de 1980) fue un sacerdote jesuita y destacado investigador de la cultura atacameña, a cuyo estudio profundo dedicó 25 años de su vida.

## Biografía
Nacido en Bélgica en el seno de una familia muy culta, entró al noviciado de la Compañía de Jesús en 1922. Después de titularse en la Universidad de Lovaina, partió a servir de misionero en el Congo Belga, lugar al cual había ido con anterioridad. En 1952 tuvo que irse de la colonia belga por inconvenientes con los servicios coloniales. Fue destinado a Chile, lugar de donde procedía uno de sus compañeros de estudios y de ordenación, el padre Alberto Hurtado (entonces ya fallecido).
Al llegar fue párroco de la capilla en el mineral de Chuquicamata y allí empezó a hacer paseos a zonas del río Loa acompañado uno de los jóvenes de la iglesia. El primer lugar que visitaron fue el poblado de Lasana, donde Le Paige se dio cuenta del potencial arqueológico de la zona. Años después, se instaló en el poblado de San Pedro de Atacama, donde empezó a interiorizarse en la cultura atacameña. Tenaz como pocos, combinó pacientemente su trabajo como arqueólogo con el de párroco de la localidad, y llegó a reunir una muy importante colección de piezas arqueológicas. Con el apoyo de la comunidad y de la Universidad Católica del Norte (entonces jesuita y llamada Universidad del Norte), construyó un local donde en 1957 se inauguró el Museo Arqueológico de San Pedro. Escribió cuatro libros sobre el tema, además de variados artículos publicados en revistas especializadas.

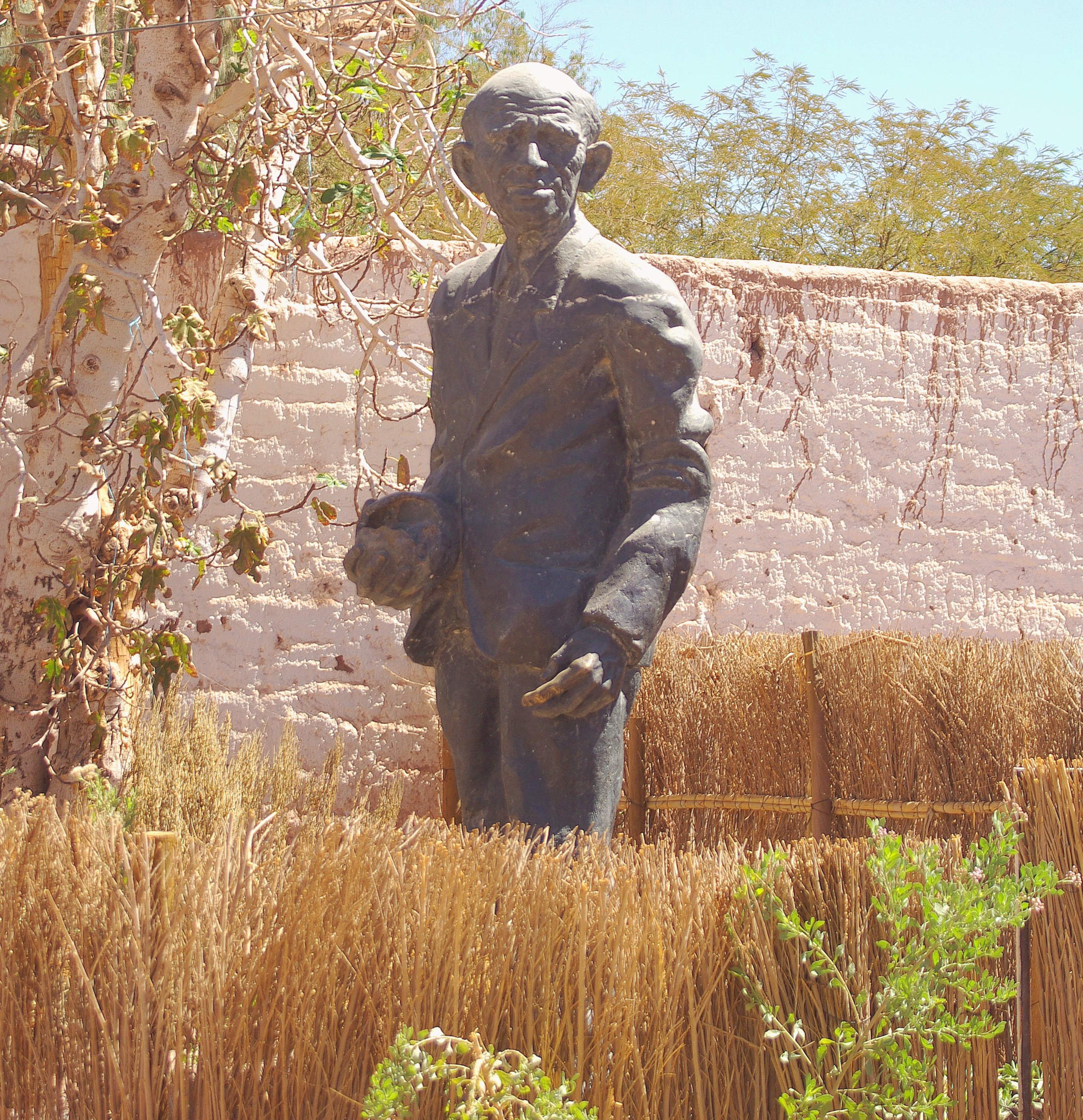
Estatua de Gustavo Le Paige en San Pedro de Atacama.

Fuera de su trabajo como arqueólogo, recorrió y conoció en profundidad la zona de Atacama, donde impulsó la construcción de obras de interés social, como hospitales, escuelas y caminos.
Como premio a sus servicios le fue concedida la ciudadanía por gracia, máximo honor entregado en Chile a extranjeros, al igual que doctorados honoris causa en la Universidad de Chile, la Universidad Católica y la Universidad del Norte.
Gustavo Le Paige falleció el 19 de mayo de 1980 en Santiago y, de acuerdo a su voluntad, fue sepultado en San Pedro de Atacama.
Existe una controversia en torno al trabajo de Le Paige a partir de lo dilucidado por el sociólogo chileno Jorge Pavez. En su libro, el autor plantea que Le Paige utilizó niños atacameños para conseguir la colección de momias que más tarde serían donada al museo de la Universidad Católica del Norte. Estos niños eran convencidos por La Paige de que el tabú de su cultura hacia los muertos y los cementerios era solo superstición de los mayores para luego ser recompensados, por el mismo La Paige, con regalías materiales (monedas o ropa) por cada momia traída, viéndose así muy maltrecha la ética del jesuita.

## En la cultura popular
El padre Le Paige es uno de los personajes del libro infantil Perico trepa por Chile (1978), de Marcela Paz. La autora, admiradora del trabajo de Le Paige, ya lo había mencionado antes en su libro Papelucho Historiador.